# 法恩寺 (姫路市山野井町)
法恩寺（ほうおんじ）は、兵庫県姫路市山野井町にある浄土真宗本願寺派の寺院。同市夢前町にある法恩寺とは別の寺院である。

## 所在地
- 姫路市山野井町53